# Platforma wydobywcza

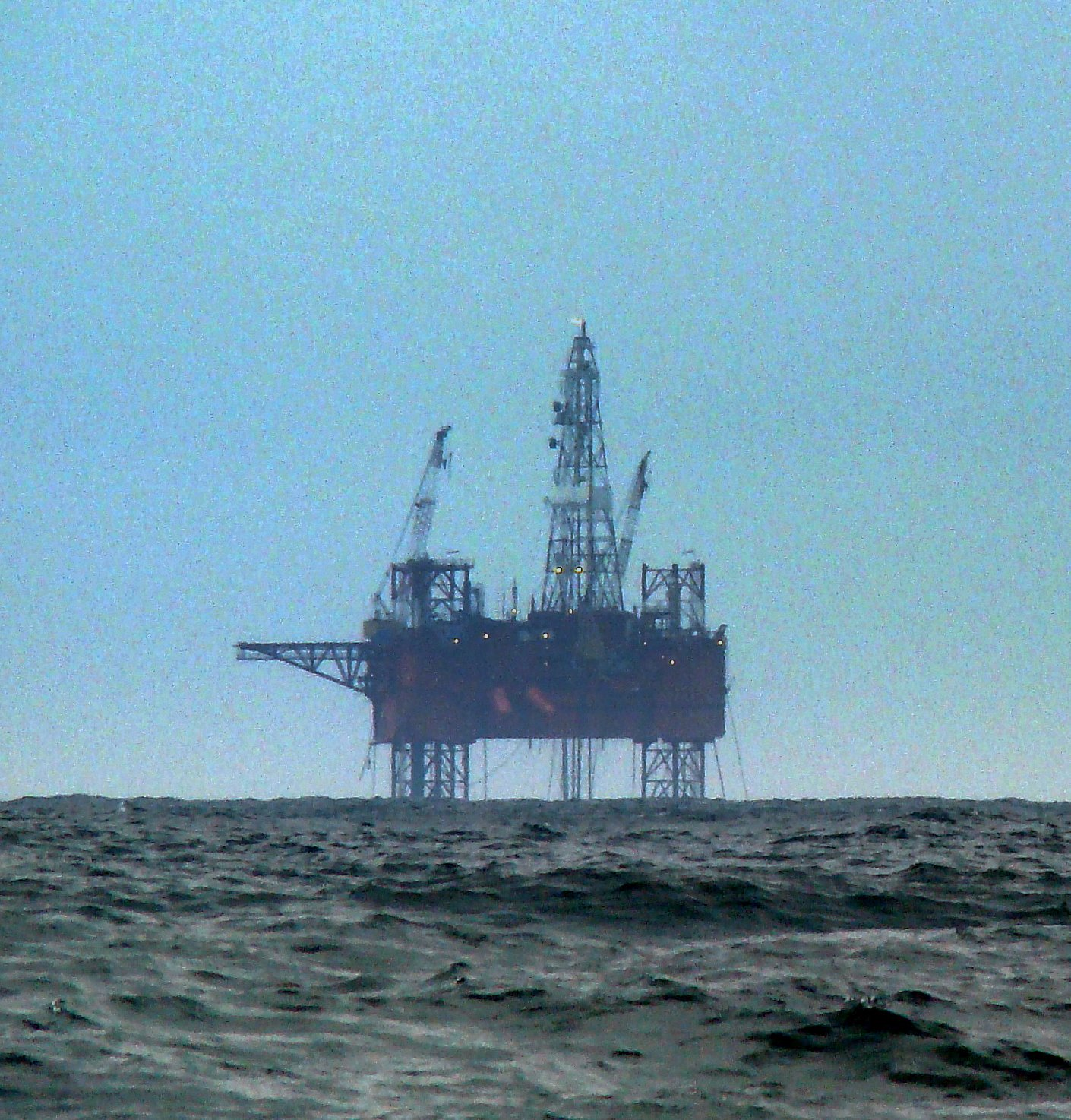
Platforma wydobywcza Baltic Beta polskiego przedsiębiorstwa Petrobaltic u polskiego wybrzeża Bałtyku

Schemat wydobycia ropy naftowej spod dna morskiego
1. Platforma wydobywcza
2. Warstwy skalne
3. Szyby
4. Gaz i ropa uwięzione w porowatej skale.

Platforma wydobywcza (platforma eksploatacyjna, produkcyjna) – konstrukcja wsparta na dnie morskim lub jeziornym (sporadycznie pływająca lub półpływająca) przeznaczona do eksploatacji (wydobycia, wstępnego oczyszczenia oraz przesyłu rurociągiem podwodnym lub załadunku na tankowiec) węglowodorów (gaz ziemny, ropa naftowa), znajdujących się pod dnem akwenu.